# Mimi Lozano
Mimi Lozano o Nohemi Lozano (1933) es una educadora y activista estadounidense por los derechos hispanos, cofundó la Sociedad de Investigación Histórica y Ancestral Hispana y es editora de Somos Primos, una publicación mensual en línea dedicada a la herencia hispana. Fue nombrada Mujer del Año 2006 por el asambleísta de Costa Mesa, California, Van Tran.

## Biografía
Asistió a la Universidad de California y en 1955 obtuvo la licenciatura en Ciencias, continuó su formación académica en UCLA y obtuvo su Maestría en Administración Pública y Recreación en 1957. 
Durante sus estudios universitarios participó en muchas actividades relacionadas con la juventud. Como entrevistadora de directores de patios de juegos de Los Ángeles para los Servicios Sociales del Condado de Los Ángeles, comenzó a ver la poca comprensión que existía entre los directores de patios de juegos sobre la cultura mexicana. 
En 1970, obtuvo su credencial de maestra, y completó tres becas relacionadas con los medios del Golden West College. Fue profesora de títeres y marionetas de 1975 a 1980 en el mismo colegiodonde tuvo la oportunidad de utilizar su posición para ayudar a educar a la comunidad sobre la cultura hispana más amplia. Utilizando el teatro de títeres como medio de comunicación, produjo, dirigió y montó obras de títeres basadas en cuentos populares hispanos. Estas obras se representaron en el pequeño teatro del Golden West College para un público infantil. En 1981, obtuvo su Certificado Estatal de Competencia, en español, también capacitación especial en ESL y bilingüe. 
Se involucró en la promoción de la herencia hispana, a nivel local y nacional y en 1986, junto con Tony Campos, Raúl Guerra y Ophelia Márquez, cofundó la Sociedad de Investigación Histórica y Ancestral Hispana (SHAAR) en el Condado de Orange, la cual es una organización sin fines de lucro, basada en el voluntariado, cuyo objetivo es ayudar a los hispanos y latinos a investigar su historia familiar. Sustand en la Feria del Condado de Orange ha ganado premios de primer lugar en Educación y Calidad y ha recibido premios en cada uno de los cuatro años, a partir de 2000, en los que participó. Lozano se desempeña como presidenta de la organización que ha crecido hasta alcanzar el estatus de red nacional. 

## Somos Primos
En 1990, fundó y ha desempeñado las funciones de editora de la publicación Somos Primos una publicación mensual en Internet dedicada a la herencia hispana. 
Surgió de la necesidad de contar con un boletín informativo del SHAAR, se distribuyó por primera vez a los miembros como un boletín trimestral. En 1995, se desarrolló una base de datos con fines de trabajo en red y este servicio a su vez propició que el número cada vez mayor de lectores e investigadores fuera del estado y del país se comunicaran entre sí. Ese mismo año, Lozano fue nombrada integrante del Grupo de Trabajo del Senado de los Estados Unidos sobre Asuntos Hispanos (US Senate Task Force on Hispanic Affairs).
En 1995, participó con el Comité de Herencia Hispana del Condado de Orange para promover una mayor conciencia de la historia y la cultura hispana. En 1999, Board Lozano se convirtió en miembro del Consejo Hispano del Condado de Orange de la Universidad Pepperdine. Lozano, quien fue nombrada miembro del Grupo de Trabajo sobre Asuntos Hispanos en el Senado de los Estados Unidos (1997-2003), también ha dado conferencias como invitada del Ejército de los Estados Unidos en el Pentágono durante la celebración del Mes de la Herencia Hispana.

## Reconocimientos
Lozano, fue nombrada Mujer del Año 2006 del Distrito 68 de la Asamblea de California por el asambleísta Van Tran. La celebración anual de la Mujer del Año en el Capitolio del Estado fue fundada por los miembros de la Asamblea Bev Hansen y Sally Turner en 1987 en honor al Mes de la Historia de la Mujer y está patrocinada por el Caucus Legislativo de Mujeres de California. 

Se le atribuye presionar a los Archivos estatales y otras agencias federales para que reconozcan públicamente las importantes contribuciones de los hispanos en todo el país. Se la cita en el Weekly Report diciendo lo siguiente: 
Hay demasiadas historias de este tipo ignoradas durante mucho tiempo, pero todavía hay tiempo para agregarlas al registro histórico de la nación para que las generaciones futuras integren nuestras contribuciones históricas en la historia y el desarrollo de los EE.UU. Se nos ha visto como (una comunidad) separados y aparte, cuando de hecho proporcionamos una base fundacional. Estos eventos revelarán la verdad de nuestra presencia y apoyo continuos.